# Andhra Pradesh Coordination Committee of Communist Revolutionaries
Andhra Pradesh Coordination Committee of Communist Revolutionaries (APCCCR) var en vänsterutbrytning ur Communist Party of India (Marxist) i delstaten Andhra Pradesh. Gruppens ledare var T. Nagi Reddy, som var ledamot av AP:s delstatsförsamling. APCCCR anslöts till All India Coordination Committee of Communist Revolutionaries, men gruppen blev utesluten ur AICCCR på grund av politiska skillnader. APCCCR förespråkade en masslinje, medan AICCCR fördömde fackligt arbete som "ekonomism". APCCCR såg deltagande eller bojkott av val som en taktisk fråga, medan AICCCR såg det som en strategisk. AICCCR anklagade APCCCR för bristande lojalitet mot Kina.
1975 bildade APCCCR Unity Centre of Communist Revolutionaries of India (Marxist-Leninist) tillsammans med Northern Zonal Committee RUC (ML), West Bengal Communist Unity Centre och ytterligare en grupp.